# Aloe ciliaris
Aloe ciliaris é uma espécie de planta do gênero Aloe.